# Xã Pollard, Quận Clay, Arkansas
Xã Pollard (tiếng Anh: Pollard Township) là một xã thuộc quận Clay, tiểu bang Arkansas, Hoa Kỳ. Năm 2010, dân số của xã này là 532 người.